# Celine (residency show)
Celine è stato il secondo residency show della cantante canadese Céline Dion. Esso si è svolto al The Colosseum at Caesars Palace dal 15 marzo 2011 ed è terminato l'8 giugno 2019. Inizialmente si sarebbe dovuto concludere nel 2013, ma successivamente venne annunciata un'estensione fino al 2019. 
Secondo i dati di fine anno di Pollstar (2011-2013), al 2013 la residenza ha incassato 116,5 milioni di dollari.  Nel marzo 2013, il manager e marito di Dion, René Angélil, ha annunciato che il contratto della residenza era stato esteso al 2019. Dopo una dichiarazione della cantante, il 13 agosto 2014, tutti gli spettacoli previsti fino al 22 marzo 2015 erano stati cancellati a causa della battaglia del marito contro il cancro alla gola.
Il 24 marzo 2015 è stato annunciato che la Dion avrebbe ripreso la residenza il 27 agosto 2015 con nuovi elementi teatrali e musicali, insieme a un aspetto e un'atmosfera nuovi di zecca. Più o meno nello stesso periodo dell'annuncio del ritorno, la direzione della Dion ha annunciato la partenza dei membri della band itinerante di lunga data del cantante composta dal direttore musicale Claude "Mego" Lemay, dal chitarrista André Coutu, dal tastierista Yves Frulla, dal bassista Marc Langais e dal violinista Jean-Seb Carré. I nuovi membri della band sono costituiti dal direttore musicale Scott Price, dal chitarrista Kaven Girouard, dal bassista Yves Labonte e dal violinista Phillippe Dunnigan (che si esibisce nei principali assoli di violino). 
Il 14 gennaio 2016, la Dion ha annullato il resto delle esibizioni di gennaio a causa della recente morte di suo marito per cancro. Dion in seguito ha ripreso la residenza il 23 febbraio con un pubblico tutto esaurito che ha raccolto recensioni entusiastiche. La Dion ha celebrato il suo millesimo spettacolo a Las Vegas (in generale) l'8 ottobre 2016. La residenza è stata vista da oltre due milioni di spettatori sin dal suo inizio. Lo spettacolo si è concluso l'8 giugno 2019, come annunciato il 24 settembre 2018.
Il Caesars Palace ospitò anche il suo precedente show A New Day..., che divenne il residency show con più incassi nella storia.

## Storia
Céline Dion annunciò la sua serie di concerti in un'apparizione al The Oprah Winfrey Show. Le vendite dei biglietti vennero aperte la stessa settimana, e la prima data del 15 marzo 2011 andò sold-out in pochi minuti. 
Le prove dello show, che include una band e un'orchestra, iniziarono il 17 gennaio 2011 in Florida. Esattamente un mese dopo, Céline si spostò a Las Vegas, nel Caesars Palace. Lo spettacolo venne diretto e prodotto da Ken Ehrlich.

## Registrazioni e trasmissioni
Diversi show sono stati filmati professionalmente sia per uso televisivo che promozionale. Il primo concerto del 15 marzo 2011 è stato filmato nella sua interezza. Estratti di questo concerto sono stati mostrati nel documentario "Celine: 3 Boys and a New Show", trasmesso all'inizio di ottobre 2011 su Oprah Winfrey Network, e anche in vari annunci pubblicitari per la residenza. Il documentario includeva estratti dalle prove di: "Open Arms", "Man In The Mirror", "Lullabye (Goodnight, My Angel)", "Declaration Of Love", "Love Can Move Mountains", "All By Myself", "It's All Coming Back To Me Now", "Goldfinger", "Mr. Paganini", "River Deep, Mountain High", "My Heart Will Go On" e "How Do You Keep The Music Playing?", "The Reason", "Ne me quitte pas", "The Power of Love", "At Seventeen", "Ben/Man in the Mirror".
"Open Arms " dal concerto del 26 marzo, è stato trasmessa su American Broadcasting Company durante il telethon MDA Show of Strength 2011 il 4 settembre 2011. 
Il 19 giugno 2011, "Because You Loved Me" è stata trasmesso alla 63ª edizione dei Primetime Emmy Awards . La canzone è stata girata il 15 giugno. 
Il 15 gennaio 2012, la Dion ha tenuto un concerto speciale a sostegno di "Play without Pain: Children's Falce Cell Benefit". L'intero concerto è stato filmato e brani come "Open Arms" e " Lullabye (Goodnight, My Angel)" sono stati mostrati nel video dietro le quinte dell'evento. Un estratto di 47 secondi di "My Heart Will Go On" di questo concerto è stato venduto a varie testate giornalistiche in seguito all'annuncio della Dion che tutti i concerti futuri sarebbero stati cancellati nell'agosto 2014. 
Una performance dal vivo di "My Heart Will Go On" è apparsa su YouTube il 12 luglio 2012 ed è stato quindi pubblicata il 31 luglio. Il filmato di questo video mostra Céline Dion che si esibisce all'interno di una cortina d'acqua circolare creata dalla compagnia francese Aquatique Show.
La performance della Dion di "Loved Me Back to Life" del 30 dicembre 2013 è stata filmata ed è stata trasmessa su Entertainment Tonight Canada durante lo speciale di Capodanno il 31 dicembre. 
Dopo la morte del marito il 14 gennaio 2016, Celine ha ripreso la sua residenza il 23 febbraio 2016. Uno speciale video tributo dove interpreta "With One More Look at You/Watch Closely Now" e "Where Does My Heart Beat Now" è stato trasmesso in diretta streaming su Facebook. Più tardi, anche un estratto di "All By Myself" di quello stesso show è stato mostrato durante vari programmi TV mentre Celine ha lottato per finire la canzone, in preda all'emozione.
Il 23 maggio 2017, a seguito di un attacco terroristico a Manchester, Celine ha reso omaggio alle sue vittime. L'omaggio è stato trasmesso in streaming sul suo Facebook.
Il 24 maggio 2017, la prima esibizione dal vivo di "How Does a Moment Last Forever" è stata registrata e caricata il giorno successivo sul Facebook di Celine.
Dopo la tragica stagione degli uragani, il 20 settembre 2017, il discorso di Celine e l'estratto di "Recovering" sono stati pubblicati su Facebook incoraggiando le persone a donare denaro per le vittime del disastro naturale.
Dopo la sparatoria di massa a Las Vegas, Celine ha deciso di continuare la sua residenza e ha ripreso ad esibirsi due giorni dopo gli eventi. Ha aperto la residenza con un discorso che è stato trasmesso in streaming online. Celine ha reso omaggio alle vittime e ha donato tutto il ricavato di questo spettacolo alle famiglie delle vittime.
Il 31 dicembre 2017, una breve intervista via satellite e un estratto di "Because You Loved Me" sono stati trasmessi alla vigilia di Capodanno della CNN dal vivo con Anderson Cooper e Andy Cohen. Inoltre, il Capodanno della Fox con Steve Harvey ha mostrato una performance live di "River Deep, Mountain High". Tuttavia, questa esibizione era stata pre-registrata il 25 novembre 2017 quando la Dion non cambiò i costumi durante l'intero spettacolo poiché indossava un corsetto dopo aver cancellato lo spettacolo precedente a causa di spasmi alla parte bassa della schiena.
Il 22 maggio 2018 è stata registrata la prima esibizione dal vivo di "Ashes" e un estratto è stato condiviso il giorno successivo sul Facebook di Celine. Un altro estratto della canzone è stato pubblicato il 10 febbraio 2019 in occasione della nomination ai Grammy per la colonna sonora di Deadpool 2.
Il 7 giugno 2019, la prima esibizione dal vivo di "Flying On My Own", primo singolo estratto dal nuovo album "Courage", è stata registrata e condivisa il giorno successivo dal team di Céline.

## Critica
A proposito del residency, USA Today scrisse, elogiandolo: "Dion non è qui per esibirsi, lei è qui per sorprendere. Lei non cerca l'applauso, lei cerca di rapirvi". Las Vegas Sun disse, invece:"Un magnifico capolavoro! Céline ha ridefinito da sola il concetto di classe ed eleganza sul palco. La sua voce è mandata dagli angeli". Richard Ouzounian del Toronto Star affermò: "Lo show di Céline Dion è più spettacolare di sempre. Se il suo ultimo show ha fatto sold-out per cinque anni, questo lo dovrebbe fare per dieci".

## Scaletta
Questa scaletta è relativa alla data del 9 giugno 2018, non rappresenta quella di tutte le date del residency. La cantante eseguì brani del suo repertorio e alcune cover:
1. The Power of Love
2. I'm Alive
3. That's the Way It Is
4. Because You Loved Me
5. It's All Coming Back to Me Now
6. Beauty and the Beast (con Barnev Valsaint)
7. Ashes
8. Think Twice
9. Falling Into You
10. The Reason
11. Pour Que tu m'aimes encore
12. Recovering
13. All by Myself
14. String Medley: At Seventeen / A New Day Has Come / Unison
15. To Love You More
16. Medley: Uptown Funk / Don't Stop 'Til You Get Enough / We Are Family / Groove Is in the Heart / Sex Machine (cantato dalle coriste)
17. Medley: Kiss / Purple Rain
18. Medley: Love Can Move Mountains / River Deep, Mountain High
19. My Heart Will Go On